# قطعنامه ۱۷۰۰ شورای امنیت
قطعنامه  ۱۷۰۰ شورای امنیت سازمان ملل متحد که در تاریخ ۱۰ اوت ۲۰۰۶ تصویب شد، سندی بین‌المللی دربارهٔ مسئلهٔ عراق است. این قطعنامه طی نشست ۵۵۱۰ام با ۱۵ رای موافق، ۰ مخالف و ۰ ممتنع تصویب شد.